# Juan Diego González
Juan Diego González Alzate (Medellín, 22 de setembro de 1980 — Copacabana, 4 de março de 2020) foi um futebolista colombiano que jogava como zagueiro.
Revelado nas categorias de base do Envigado, jogou com maior destaque por Santa Fe e La Equidad, atuando, respectivamente, em 47 e 56 partidas. Em seu país, defendeu também  Independiente Medellín, Once Caldas e Deportivo Pereira, além de ter jogado em dois clubes da Argentina (Almagro e San Lorenzo), no Santos Laguna (México) e no Philadelphia Union (Estados Unidos), onde encerrou a carreira em 2011

## Morte
Em 4 de março de 2020, o corpo de González foi encontrado próximo ao rio Medellín, na cidade de Copacabana, desmembrado em um saco plástico - seis dias depois que o ex-zagueiro foi assassinado. Outro corpo sem identificação também foi encontrado.
Seu irmão mais velho ajudou a reconhecer os restos mortais, segundo o site oficial do jornal El Colombiano. A polícia investiga um possível acerto de contas como motivo para o assassinato.

## Títulos
San Lorenzo
- Copa Mercosul: 1 (2001)

La Equidad
- Copa Colômbia: 1 (2008)